# Gallaceaceae
Gallaceaceae es una familia de hongos del orden Hysterangiales, que contiene especies que se encuentran en Australia y Nueva Zelanda. La familia contiene tres géneros y 16 especies.

## Géneros
Incluye los siguientes géneros:
- Austrogautieria
- Gallacea
- Hallingea